# Baram
Il Baram (in malese Sungai Baram o Batang Baram) è un fiume del Borneo che scorre in Malaysia.

## Geografia
Scorre attraverso lo stato malese del Sarawak, del quale, con i suoi 400 km, è il secondo fiume per lunghezza. Ha la sua sorgente sui monti Iran, nel centro del Borneo (Kalimantan Settentrionale, Indonesia) e, con le sue acque nere a causa dei tannini ivi disciolti, sfocia nel mar Cinese Meridionale nel nord dell'isola. Il suo bacino idrografico di 22.100 km² comprende quasi l'intera divisione amministrativa di Miri. Suoi affluenti principali sono il Sungai Tinjar da sinistra e il Sungai Tutoh da destra.